# Liste der Kulturdenkmale in Haselbrunn

Lage der Gemarkung Haselbrunn in Plauen

In der Liste der Kulturdenkmale in Haselbrunn sind die Kulturdenkmale des Plauener Stadtteils Haselbrunn verzeichnet, die bis August 2019 vom Landesamt für Denkmalpflege Sachsen erfasst wurden (ohne archäologische Kulturdenkmale). Die Anmerkungen sind zu beachten.
Diese Aufzählung ist eine Teilmenge der Liste der Kulturdenkmale in Plauen.

## Liste der Kulturdenkmale in Haselbrunn
| Bild           | Bezeichnung | Lage                                                   | Datierung           | Beschreibung | ID       |
| -------------- | --- | ------------------------------------------------------ | ------------------- | --- | -------- |
|                | Mietshaus in geschlossener Bebauung                                                                                                  | Alleestraße 2 (Karte)                                  | 1928                | Entworfen von Willi Zeh für Hermann Weinhold; Stadterweiterungsbau von baugeschichtlicher Bedeutung. Viergeschossiger dreiachsiger Putzbau. Putznutung im Sockelgeschoss und Erdgeschoss; Hauseingang mit gerader Verdachung seitlich. Fenster gedrungene, liegende Rechteckformate. Zweites Obergeschoss durch porphyrfarbene Betonzierelemente zusammengefasst, teilweise Reliefs, verzierte Fensterbrüstungen, Satteldach mit dominanter Schleppgaupe. | 09246727 |
|                | Mietshaus in geschlossener Bebauung                                                                                                  | Alleestraße 4 (Karte)                                  | 1926                | Entworfen von Emil Rösler für August Peter; singulärer, architektonisch anspruchsvoller Bau des Expressionismus, besondere baugeschichtliche Bedeutung. Klinker-Putz-Bau, viergeschossig auf hohem Sockelgeschoss (dort seitlich Eingang, zweiflügelige Haustür mit Kassettierung und Glaseinsätzen), die vier mittleren der acht Achsen über vier Geschosse durch kunstvoll-kristallines Mauerwerk aus dunklen Ziegeln zu einer Kolossalordnung zusammengefasst (im Sinne eines Mittelrisalites), die Öffnungen seitlich davon auf hellem Putz zu Kuppelfenstern gestaltet und ebenfalls mit den dunklen Ziegeln gerahmt. Mittig im vierten Obergeschoss metallener Balkon. Über kräftigem Traufgesims steiles Satteldach mit zweigeschossigem dominanten Dachhaus mit gen. Ziegelmauerwerk, abgeschlossen durch Reihe von vier Dreiecksgiebeln, die den Dachausbau „hanseatisch-gotisch“ erscheinen lassen. | 09246728 |
|                | Spritzenhaus | Althaselbrunn (Karte)                                  | Kurz nach 1900      | Eingeschossiger, verputzter Bruchsteinbau von ortsgeschichtlichem und heimatgeschichtlichem Wert. Rechteckiger Grundriss, Walmdach, die Wände Rauputz, Ecken Glattputz, großes zweiflügliges segmentbogiges Holztor. | 09247260 |
|                | Wohnhaus in offener Bebauung | Althaselbrunn 13 (Karte)                               | 18. Jahrhundert     | Zum Rest der alten Dorfbebauung Haselbrunns gehörendes Fachwerkgebäude, regionaltypische Holzbauweise, von ortsgeschichtlicher und baugeschichtlicher Bedeutung. Erdgeschoss massiv, Obergeschoss zweiriegeliges Fachwerk mit Streben, steiles Satteldach ohne Ausbauten, mit Schieferdeckung, historischer Dachstuhl vermutlich erhalten. | 09247259 |
|                | Wohnhaus | Althaselbrunn 14 (Karte)                               | Nach 1800           | Kleines ländliches Gebäude von baugeschichtlichem und ortsgeschichtlichem Wert, Rest der alten Dorfbebauung. Fachwerk-Obergeschoss verbrettert, Erdgeschoss massiv und geglättet, Fensteranordnung beibehalten, nur vereinzelt evtl. einige Fensteröffnungen zugesetzt, Krüppelwalmdach. | 09247261 |
|                | Forsthaus | Am Fuchsloch 1 (Karte)                                 | 1925                | Zeittypischer, architektonisch qualitätvoller, schlossähnlicher Putzbau im Heimatstil, u. a. baugeschichtliche Bedeutung. Zweigeschossig, Sockel Theumaer Schiefer, auf längsrechteckigem Grundriss und steilem Satteldach, eingeschnitten Schleppdach (Walm) über einachsigem Anbau mit ziervergitterter Loggia, außerdem dreigeschossiger runder Eckturm (Treppenturm) mit Kegelhelm, dort aus Porphyr rustikal vorgeblendet der Eingang mit gebrochenem Dreieckgiebel, darin Tafel „Forsthaus Stadt Plauen 1925“. Weitere Gestaltungselemente aus Porphyr: Sohlbänke, Treppenwange, Fenstergewände, im Erdgeschoss teilweise Segmentbogenfenster. Heimatstilig die Schlagläden an allen Fenstern und die Verbretterungen der Giebelseiten. | 09246218 |
|                | Wohnhaus in offener Bebauung | Am Fuchsloch 5 (Karte)                                 | 1899                | Womöglich ehemals Forsthaus, frühes Beispiel des Heimatstils, architektonische Qualität und baugeschichtliche Bedeutung. Zweigeschossiger, giebelständig zur Straße stehender Putzbau mit Zierfachwerk-Obergeschoss und flachem Satteldach mit Überstand. Bemerkenswert der hölzerne Giebelvorbau (mit Geweih) als vierachsiger Mittelrisalit mit eigener, stark überstehender Verdachung und kleinteiliger Fenstersprossung. Das längsrechteckige Gebäude mit Holzveranden, Fenstern mit Jalousiefensterläden. Das Zierfachwerk mit hervorstehenden verzierten Balkenköpfen, Schwelle mit Kielbogen, Fußstreben, Dach durch Kopfstreben gestützt. | 09246219 |
|                | Villa | Eisenacher Straße 1 (Karte)                            | 1911                | Entworfen von Kurt Oehler für Max Dannetz; Reformstil von architektonischer Qualität, baugeschichtliche Bedeutung. Zweigeschossiger Putzbau mit tief heruntergezogenem, bis übers Erdgeschoss ragendem Krüppelmansarddach. Erdgeschoss mit Schlagläden. Straßenseitig und seitlich zwei dominante Giebel mit gediegen gestalteten Fensterpartien und Schmuckreliefs, Erdgeschoss mit flachen, durch Zahnschnittbänder und kannelierte Halbsäulen verzierten Polygonalaltanen. Im Eingangsbereich Inschrift „Dem Hause Friede Dem Gaste Freude und Gruß dem Wanderer der vorübergeht“. | 09246732 |
|                | Ehemaliges Kinderwochenheim der Wismut, heute Kindergarten                                                                           | Eisenacher Straße 9 (Karte)                            | Um 1955             | Typische Sozialeinrichtung aus der unmittelbaren Nachkriegszeit in qualitätvoller Architektur des „nationalen Kulturerbes“, bau- und sozialgeschichtlicher Wert. Zweigeschossiger Rauputzbau mit Sockel aus Theumaer Schiefer, Walmdach mit großem Hecht, Traufgesims glatt geputzt. Seitlicher Eingang, überfangen mit Segmentbogenfenster Obergeschoss (dort ehemals Balkon). Erst in einigem Abstand setzen, dann regelmäßig, die vielen Achsen der Langseite ein, mit wandbündigen vierfeldrigen Fenstern (Fenster und Haustür original) – ein architektonischer Kniff, die lange Fassade aufzulockern. Schmalseite mit fünf Achsen. Saniert unter Beibehaltung des originalen Putzes und der Wandbündigkeit der Fenster. | 09246731 |
|                | Wohnhaus in offener Bebauung, mit Garten                                                                                             | Eisenacher Straße 10 (Karte)                           | 1925                | Zeittypisches Holzfertigteilhaus der Dresdner Fertighausfirma Höntsch & Co. sowie zeitgleich angelegter Garten; baugeschichtliche, baukünstlerische und gartenkünstlerische Bedeutung. - Wohnhaus: eingeschossiges Holzfertigteilhaus über unregelmäßigem Grundriss mit verschiedenen Veranden und Wintergarten, überdachter Eingangsbereich, darüber Balkon, originale zweiflüglige Haustür mit Glaseinsätzen, große mehrflügelige Rechteckfenster mit Sprossenteilung und Rollläden, vielgestaltiges Mansardzeltdach - im Inneren guter Originalbestand: Erhalten blieben alle Zimmertüren, Holzdecken mit einfachen Unterzügen, Einbauschränke, Heizungsverkleidungen sowie teilweise gewendelte einläufige Holztreppe mit durchbrochenem Holzgeländer. - Garten: Möglicherweise liegt dem Garten ein Gartenplan zu Grunde, der Garten war offensichtlich und ist dies auch noch in mehrere Bereiche unterteilt; unmittelbar in Hausnähe dominieren Baum- und Buschgruppe, unterhalb des Hauses, direkt unterhalb des Einganges wurde eine größere Wiesenfläche angelegt, ein Teil der Baumpflanzungen (so vermutlich die Kastanien) stammen aus der Anlagezeit des Gartens. | 09301981 |
| Weitere Bilder | Gedenkstein an Oskar Theodor Kuntze                                                                                                  | Essigsteig (Karte)                                     | 1890                | 1. Bürgermeister Plauens 1865 und 1. Oberbürgermeister der Stadt von 1882 bis 1893 mit großen Verdiensten für das Wohl der Stadt und seiner Bewohner, personengeschichtlich und stadtgeschichtlich bedeutsames Denkmal. Am 5. Oktober 1890 am „Kuntze-Park“ errichtetes Denkmal anlässlich des 25-jährigen Amtsjubiläums des 1. Oberbürgermeisters der Stadt Plauen Oskar Theodor Kuntze. Im August 1921 versetzt in den Kuntze-Park, dann seit Herbst 1928 an den Essigsteig im Stadtwald versetzt. Aufgestellt durch den Gemeinnützigen Verein, den Vogtländischen Touristenverein und Naturschutzverein. Mit dem Stein sollten die großen Verdienste des Bürgermeisters Kuntze für das Allgemeinwohl gewürdigt werden. Unter anderem gründete er die Volksbibliothek und die Kunstgewerbliche Fachzeichenschule in Plauen (aus ihr ging die Königliche Kunstschule für Textilindustrie hervor), förderte das Schul- und Sparkassenwesen und leistete einen wesentlichen Beitrag zur Verbesserung der sozialen und hygienischen Lebensbedingungen in der Stadt. Zahlreiche Grünanlagen der Stadt und Wälder im Umland von Plauen verdanken seiner Initiative ihre Existenz. Der Denkmalwert des Gedenksteins ergibt sich danach aus dem Erinnerungswert an eine für die Stadtgeschichte bedeutsame Persönlichkeit. | 09304399 |
|                | Mietshaus in Ecklage in geschlossener Bebauung                                                                                       | Geibelstraße 23 (Karte)                                | 1901                | Entworfen vom Bauunternehmer Ernst Porst für sich selbst; bildprägender Bau eines gleichartigen Straßenzuges mit historisierenden Spekulationsbauten; baugeschichtliche Relevanz. Dreigeschossiger gelber Klinkerbau, die dreiachsige Eckpartie durch viertes Geschoss mit Kuppelfenstern hervorgehoben, ansonsten weitere zwei und vier Achsen. Erdgeschoss mit Segmentbogenöffnungen und seitlicher Haustür von den Obergeschossen durch kräftiges Gurtgesims optisch abgetrennt. Fensterverdachungen der Obergeschosse durch waagerechtes Gebälk und Dreieckgiebel, grün glasierte Ziegel als Zierelement, viele stehende Gaupen. | 09246771 |
|                | Mietshaus in geschlossener Bebauung                                                                                                  | Geibelstraße 25 (Karte)                                | 1901                | Entworfen von Ernst Porst für sich selbst; historisierende Straßenzeile mit Spekulationsbauten der Stadterweiterung, baugeschichtliche Relevanz. Dreigeschossiger Bau mit Putz-Erdgeschoss, zentraler Eingang. Über Gurtgesims zwei Geschosse in gelbem Klinker, die Fenster vertikal durch Putz-Stuck-Schmuckfelder verbunden, einige Schleppgaupen. | 09246767 |
|                | Mietshaus in geschlossener Bebauung                                                                                                  | Geibelstraße 27 (Karte)                                | 1902                | Entworfen vom Bauunternehmer Ernst Porst für sich selbst; historisierender Bau einer Straßenzeile von Spekulationsbauten der Stadterweiterung, baugeschichtliche Relevanz. Dreigeschossiger fünfachsiger Putzbau, Erdgeschoss mit Segmentbogenöffnungen und Putznutung, Haustür vom Jugendstil beeinflusst. Über Gurtgesims zwei Geschosse mit durch Vorhangbögen abgeschlossenen Fenstern. Zweite Achse von rechts sowohl mit Schmucktafel als auch durch Dreieckgiebel im Dachbereich hervorgehoben, Schleppgauben. | 09246766 |
|                | Mietshaus in geschlossener Bebauung                                                                                                  | Geibelstraße 29 (Karte)                                | 1902                | Entworfen von Ernst Porst für sich selbst; Bestandteil der historisierenden Stadterweiterungszeile von Spekulationsbauten, baugeschichtliche Bedeutung. Dreigeschossiger Putz-Klinker-Bau mit fünf Achsen. Erdgeschoss auf hohem Sockel mit Segmentbogenöffnungen, zentrale Haustür (mit Oberlicht, Jugendstileinfluss), über Gurtgesims die Obergeschosse mit hellem Klinker, ornamentale porphyrfarbene Fensterrahmungen (Gussstein, gerader Sturz). Betont ist die zweite Achse von links durch Bossierung, Durchbrechung des Traufgesimses und bekrönendem Giebel im Dachbereich. | 09246765 |
|                | Mietshaus in geschlossener Bebauung                                                                                                  | Geibelstraße 31 (Karte)                                | 1902                | Entworfen von Ernst Porst für sich selbst; historisierende Straßenzeile mit Spekulationsbauten der Stadterweiterung, baugeschichtliche Bedeutung. Dreigeschossiges Putz-Klinker-Gebäude mit fünf Achsen, das Erdgeschoss auf hohem Sockel mit zentralem Eingang (zweiflügelige Haustür mit Oberlicht, Glaseinsätzen, Zierversprossung) und Putznutung, über Gurtgesims zweites Obergeschoss mit rosa Klinker und gusssteinerne Ornamentfelder (in der Mitte ein Relief mit Bienenstock), die die geradsturzigen Öffnungen vertikal verbinden und so die Mauern zu Lisenen werden lassen. | 09246764 |
|                | Mietshaus in geschlossener Bebauung                                                                                                  | Geibelstraße 42 (Karte)                                | 1902                | Entworfen und errichtet von H. Schultheiß für sich selbst; historisierende Straßenzeile mit Spekulationsbauten der Ortserweiterung, baugeschichtlich von Bedeutung. Dreigeschossiger und sechsachsiger Klinker-Putz-Bau. Rotes Klinker-Erdgeschoss mit Segmentbogenöffnungen und Hauseingang in dritte Achse. Darüber anlaufend über zwei Geschosse Art flacher, ebenfalls rot gerahmter Erker. Über dem das Erdgeschoss optisch abteilenden Gurtgesims weiterer Klinkerfries, darüber die Öffnungen der Obergeschosse, im ersten Obergeschoss mit Vorhangbögen. Das Traufgesims wieder mit rotem Fries. Sparsame Putzstuckverzierungen mit Wappen unter Fenstern des zweiten Obergeschosses. | 09246768 |
|                | Mietshaus in geschlossener Bebauung                                                                                                  | Geibelstraße 44 (Karte)                                | 1901                | Entworfen und errichtet durch Bauunternehmer H. Schultheiß; mit Laden. Historisierende Fassade eines ähnlichen Straßenzuges von Spekulationsbauten, baugeschichtlich von Bedeutung. Dreigeschossiger Putz-Klinker-Bau, Erdgeschoss und Fries über dem Gurtgesims roter Klinker, rechts große Einfahrt, Achse daneben mit Hauseingang, darüber ansetzend erkerartiges zweigeschossiges Gebilde durch rote Rahmung, Mittelachse mit Laden. Die beiden Obergeschosse heller Putz, Fenster im ersten Obergeschoss mit Vorhangbögen, weitere Gusssteinelemente als Konsolen der Fenster im zweiten Obergeschoss, hier segmentbogige Öffnungen. Weiterer roter Klinkerfries unter dem Traufgesims, stehende Gaupen. | 09246769 |
|                | Mietshaus in geschlossener Bebauung                                                                                                  | Geibelstraße 46 (Karte)                                | 1901                | Entworfen und errichtet durch Bauunternehmer H. Schultheiß; historisierender Putzbau als Bestandteil einer Stadterweiterungszeile von Spekulationsbauten; baugeschichtliche Relevanz. Dreigeschossiger Putzbau von fünf Achsen, die Öffnungen mit glasiertem gelbem Klinker ornamental gerahmt, mittig originale Haustür, Fassadendekor ohne Plastizität, Fassade wahrscheinlich nicht original. | 09246770 |
|                | Mietshaus in geschlossener Bebauung                                                                                                  | Geibelstraße 56 (Karte)                                | Bezeichnet mit 1903 | Entworfen von Friedrich Wilhelm Schneider für Otto Harzbecker; historisierender Dekor der Stadterweiterung, baugeschichtliche Bedeutung. Viergeschossiger und fünfachsiger Putzbau mit hohem Erdgeschoss, zentraler rundbogiger Eingang mit jugendstiliger Tür, Schlussstein und Stuckrelief Knabe mit Blattranken und Blumen, hier bezeichnet mit 1903, die beiden flankierenden Fensterachsen je überwölbt mit breitem Stuckbogen. Das Erdgeschoss durch Gurtbogen optisch abgetrennt, darüber drei Obergeschosse mit gerade verdachten Fenstern, Ornamentfelder. Über der Mittelachse das Traufgesims unterbrechendes Zwerchhaus, dort Stuckreliefs (Adler und Sonne), zwei Schleppgaupen. Fassade identisch mit der des Nachbargebäudes Nr. 58. | 09246754 |
|                | Mietshaus in geschlossener Bebauung                                                                                                  | Geibelstraße 58 (Karte)                                | Bezeichnet mit 1904 | Entworfen von Friedrich Wilhelm Schneider für Otto Harzbecker; historisierender Dekor der Stadterweiterung, baugeschichtliche Bedeutung. Viergeschossiger und fünfachsiger Putzbau mit hohem Erdgeschoss, zentraler rundbogiger Eingang mit jugendstiliger Tür, Schlussstein und Stuckrelief Knabe mit Blattranken und Blumen, hier bezeichnet mit 1904, die beiden flankierenden Fensterachsen je überwölbt mit breitem Stuckbogen; das Erdgeschoss durch Gurtbogen optisch abgetrennt, darüber drei Obergeschosse mit gerade verdachten Fenstern, Ornamentfelder. Über der Mittelachse das Traufgesims unterbrechendes Zwerchhaus, dort Stuckreliefs (Adler und Sonne), zwei Schleppgaupen. Fassade identisch mit der des Nachbargebäudes Nr. 56. | 09246755 |
|                | Mietshaus in geschlossener Bebauung                                                                                                  | Geibelstraße 60 (Karte)                                | 1903                | Entworfen von August Grimm für E. Leopold; historisierender Bau der Stadterweiterung mit einigem Fassadendekor; baugeschichtliche Bedeutung. Viergeschossiger roter Klinkerbau, das Erdgeschoss und die vertikalen Verbindungen der Obergeschoss-Fenster mit aufwändigen Putz-Stuck-Gestaltungen. Fassadendekor: Gussreliefs mit abstrahierten Blumendarstellungen an Fensterbrüstungen zwischen erstem und zweitem Obergeschoss, stilisierte Darstellungen zwischen Fenstern, im Erdgeschoss Kammzugputz sowie Betonzierrat, z. B. Muschelmotiv über Fenstern, Zwerchhaus wohl kriegszerstört. Haustürzone stark verändert. | 09246756 |
|                | Mietshaus in Ecklage in geschlossener Bebauung                                                                                       | Geibelstraße 62 (Karte)                                | 1904                | Baugeschäft Leopold und Grimm; bildprägender späthistoristischer Putzbau von baugeschichtlicher Bedeutung. Viergeschossiger Putzbau auf hohem Sockel, Eckbetonung durch zusätzliche 2×2-achsige Blendgiebel und zweigeschossigen, über dem Erdgeschoss ansetzenden und mit Balkon abgeschlossenem Erker. Rundbogiger Eingang in der Erdgeschoss-Sockel-Zone, zwischen den Fenstern der Obergeschosse stuckierte Ornamentfelder. Einige Veränderungen durch Sanierung: halbrunder Balkon mit originalen Gittern (Seitenstraße) nicht mehr vorhanden, desgleichen Laden im Erdgeschoss. | 09246757 |
|                | Mietshaus in geschlossener Bebauung                                                                                                  | Gunoldstraße 42 (Karte)                                | 1900                | Entworfen von Ernst Porst für sich selbst; historisierender Bau einer Straßenzeile der Stadterweiterung, baugeschichtliche Bedeutung. Dreigeschossiger und fünfachsiger gelber Klinkerbau auf grau gestrichenem Sockel, die Erdgeschoss-Öffnungen segmentbogenförmig, mittiger Eingang mit originalem Türblatt. Über Gurtgesims zweites Obergeschoss mit geraden Putz-Stuck-Fensterverdachungen, mittiges Fenster im ersten Obergeschoss mit Dreiecksgiebel, fünf stehende Gaupen. Nachbargebäude (Nr. 44) identisch. | 09246772 |
|                | Mietshaus in geschlossener Bebauung                                                                                                  | Gunoldstraße 44 (Karte)                                | 1900                | Entworfen und errichtet von Bauunternehmer Ernst Porst für sich selbst; historisierender Bau einer Straßenzeile der Stadterweiterung, baugeschichtliche Bedeutung. Dreigeschossiger und fünfachsiger gelber Klinkerbau auf grau gestrichenem Sockel, die Erdgeschoss-Öffnungen segmentbogenförmig, mittiger Eingang mit originalem Türblatt. Über Gurtgesims zwei Obergeschosse mit geraden Putz-Stuck-Fensterverdachungen, mittiges Fenster im ersten Obergeschoss mit Dreiecksgiebel, fünf stehende Gaupen. Nachbargebäude (Nr. 42) identisch. | 09246773 |
|                | Mietshaus in geschlossener Bebauung                                                                                                  | Gustav-Freytag-Straße 1 (Karte)                        | 1904                | Entworfen von Wilhelm Aurich; historisierender Straßenzug der Ortserweiterung, Gebäude mit Jugendstilapplikationen, baugeschichtliche Bedeutung. Dreigeschossiger und vierachsiger Putzbau, Erdgeschoss mit großen Segmentbogenfenstern, über Eingang in der zweiten Achse polygonaler zweigeschossiger Erker; Gurtgesims grenzt Erdgeschoss optisch von den Obergeschossen ab. Alle Fenster verziert mit kleinteiligen Stuck-Rankenmotiven. Dominanter jugendstiliger Dachgiebel mit Kopfbekrönung. | 09246744 |
|                | Mietshaus in geschlossener Bebauung                                                                                                  | Gustav-Freytag-Straße 3 (Karte)                        | 1904                | Entworfen von Wilhelm Aurich; historisierender Straßenzug der Ortserweiterung, Jugendstilapplikationen, baugeschichtlich von Bedeutung. Dreigeschossiger Putzbau mit fünf Achsen, Erdgeschoss mit Segmentbogenöffnungen und zentralem Eingang, darüber zweiachsiger und zweigeschossiger Erker mit Rundbogenabschluss, darüber polygonale Dachgaupe. Gurtgesims teilt Erdgeschoss optisch von den Obergeschossen. Alle Öffnungen mit kleinteiligen floralen Stuckverzierungen (Jugendstileinfluss, Blattmotive, Pflanzen, Adler, Eichhörnchen). | 09246743 |
|                | Mietshaus in geschlossener Bebauung                                                                                                  | Gustav-Freytag-Straße 5 (Karte)                        | 1904                | Entworfen von Hugo Kürschner; historisierender Straßenzug der Ortserweiterung, Jugendstilelemente, baugeschichtliche Bedeutung. Dreigeschossiger fünfachsiger Putzbau, Erdgeschoss Putznutung und durch Gurtgesims optisch von den Obergeschossen getrennt. Betonung der Mittelachse durch Hauseingang, darüber dicker eingeschossiger Erker mit Balkon, vergrößertem dreigeteilten Fenster im zweiten Obergeschoss und geschweiftem Giebel, ebenfalls mit Triplefenster, flankiert von Dachgaupen. Fensterbekrönungen und Schmuckfelder Girlanden und florale Elemente aus Stuck, Jugendstileinfluss. Balkonbrüstung mit Ziergitter und durchbrochener Mauer erhalten. | 09246742 |
|                | Mietshaus in geschlossener Bebauung                                                                                                  | Gustav-Freytag-Straße 7 (Karte)                        | 1904                | Entworfen von Hugo Kürschner; historisierender Straßenzug der Ortserweiterung, Jugendstileinflüsse, baugeschichtliche Bedeutung. Dreigeschossiger sechsachsiger Putzbau, Erdgeschoss mit Putznutung, Eingang seitlich. Dritte Achse zur Auflockerung der Fassade außerhalb der Symmetrie Erker im ersten Obergeschoss, mit Balkon zum zweiten Obergeschoss. Zentraler Giebel im Dachbereich, hier aufwändige Stuckdekoration (Kopf, Ranken, Schlingen: Jugendstil). Spiegelbildlich Fassade des Nachbarhauses (Nr. 9). | 09246741 |
|                | Mietshaus in geschlossener Bebauung                                                                                                  | Gustav-Freytag-Straße 9 (Karte)                        | 1904                | Entworfen von Hugo Kürschner; historisierender Straßenzug mit Spekulationsbauten der Ortserweiterung, Jugendstileinflüsse, baugeschichtliche Bedeutung. Dreigeschossiger sechsachsiger Putzbau, Erdgeschoss mit Putznutung, Eingang seitlich. Dritte Achse zur Auflockerung der Fassade außerhalb der Symmetrie Erker im ersten Obergeschoss, mit Balkon zum zweiten Obergeschoss. Zentraler Giebel im Dachbereich, hier aufwändige Stuckdekoration (Kopf, Ranken, Schlingen: Jugendstil). Spiegelbildlich Fassade des Nachbarhauses (Nr. 7). | 09246740 |
|                | Mietshaus in geschlossener Bebauung                                                                                                  | Gustav-Freytag-Straße 11 (Karte)                       | 1905                | Entworfen von Wilhelm Aurich; historisierender Straßenzug mit Spekulationsbauten der Ortserweiterung, Jugendstileinflüsse, baugeschichtliche Bedeutung. Dreigeschossiger Putzbau mit sechs Achsen, Eingang seitlich. Zwischen Erdgeschoss und den Obergeschossen Gurtgesims. Aus der Symmetrie rückend starke Betonung der dritten Achse durch Rechteckerker mit großen Bogenfenstern, im Dachbereich vor jugendstilig geschweiftem Dachhäuschen mit hölzerner Loggia endend. Die Obergeschosse mit je einem Balkon in der vierten Achse. Bekrönungen der Fenster und des Dachaufbaues durch kleinteiligen floralen Putzstuck, Jugendstileinflüsse. Fassade spiegelbildlich zu der des Nachbarhauses (Nr. 13). | 09246739 |
|                | Mietshaus in geschlossener Bebauung                                                                                                  | Gustav-Freytag-Straße 13 (Karte)                       | 1905                | Entworfen von Wilhelm Aurich; historisierender Straßenzug mit Spekulationsbauten der Stadterweiterung, Jugendstileinflüsse, baugeschichtliche Bedeutung. Dreigeschossiger Putzbau mit sechs Achsen, Eingang seitlich. Zwischen Erdgeschoss und den Obergeschossen Gurtgesims. Aus der Symmetrie rückend starke Betonung der dritten Achse durch Rechteckerker mit großen Bogenfenstern, im Dachbereich vor jugendstilig geschweiftem Dachhäuschen mit hölzerner Loggia endend. Die Obergeschosse mit je einem Balkon in der vierten Achse. Bekrönungen der Fenster und des Dachaufbaues durch kleinteiligen floralen Putzstuck, Jugendstileinflüsse. Fassade spiegelbildlich zu der des Nachbarhauses (Nr. 11). | 09246738 |
|                | Mietshaus in geschlossener Bebauung                                                                                                  | Gustav-Freytag-Straße 15 (Karte)                       | 1904                | Architekt Wilhelm Aurich; historisierender Straßenzug mit Spekulationsbauten der Ortserweiterung, Jugendstileinflüsse, baugeschichtliche Bedeutung. Dreigeschossiger Putzbau von fünf Achsen, Erdgeschoss mit Putznutung, zentraler Eingang mit zweiflügeligem originalem Türblatt, Mittelachse betont durch polygonalen dreiachsigen Erker, der vor Jugendstilöffnung im zweiten Obergeschoss in Holzloggia endet, darüber geschweifter Giebel, die Fenster und der Dachgiebel mit ornamentaler Putz-Stuck-Rahmung (Jugendstileinfluss). | 09246737 |
|                | Mietshaus in geschlossener Bebauung                                                                                                  | Gustav-Freytag-Straße 17 (Karte)                       | 1904                | Architekt Wilhelm Aurich; historisierender Straßenzug mit Spekulationsbauten der Stadterweiterung, Jugendstileinflüsse, baugeschichtliche Bedeutung. Dreigeschossiger fünfachsiger Putzbau, Erdgeschoss optisch durch Gurtgesims von den Obergeschossen getrennt. Betonung der Mittelachse durch Hauseingang, darüber ansetzend rechteckiger zweigeschossiger Erker mit bogigem Abschluss, darüber polygonales Dachhäuschen mit Welscher Haube. Jugendstilige Stuckverzierungen über den Fenstern, als Schmuckfelder und als Friese. | 09246736 |
|                | Mietshaus in geschlossener Bebauung                                                                                                  | Gustav-Freytag-Straße 19 (Karte)                       | 1904                | Architekt Wilhelm Aurich; historisierender Straßenzug mit Spekulationsbauten der Stadterweiterung, Jugendstileinflüsse, baugeschichtliche Bedeutung. Dreigeschossiger vierachsiger Putzbau, das Erdgeschoss mit bogigen Fenstern und durch Gurtgesims optisch von den Obergeschossen getrennt. Betonung der zweiten Achse durch Eingang, darüber dreiachsiger und zweigeschossiger polygonaler Erker, im Dachbereich hinterfangen durch dreiachsigers Dachhäuschen mit jugendstilig-geschwungenem Abschluss. Fensterrahmungen und Schmuckfelder stuckiert, mit floraler Ornamentik und figuralen Darstellungen, u. a. Schwan. | 09246735 |
| Weitere Bilder | Drei Mietshäuser in halboffener Bebauung in Ecklage                                                                                  | Hans-Sachs-Straße 16, 18 (Morgenbergstraße 53) (Karte) | 1913                | Entworfen von Otto Prasser für den Gemeinnützigen Wohnungsbauverein. Architektonisch bemerkenswerter Reformstil, bildprägend, baugeschichtliche Bedeutung. Dreigeschossiger senffarbiger Putz-Häuserblock auf Sockel aus Theumaer Schiefer, mit regelmäßiger Gestaltung im Obergeschoss-Bereich durch zweiachsige und zweigeschossige Erker auf Konsolsteinen (außer Schmalseite), darüber jeweils zweigeschossige Dachhäuser mit Trapezgiebeln und Krüppelwalmdächern. Erdgeschoss mit Rundbogeneingängen durch kräftiges Gurtgesims optisch abgetrennt. Wandgliederung durch lindgrün gefärbte Kolossallisenen, die Obergeschosse vertikal verbunden durch Schmuckfelder. Das Dach mit zusätzlichen Gaupen auf Walmdachbasis, die Haustüren zweiflügelig. | 09247214 |
|                | Fabrikgebäude der ehemaligen Spitzenweberei Richard Kant, später Webspitzenwerke Hartenstein Richard Kant                            | Hans-Sachs-Straße 19 (Karte)                           | 1914                | Entworfen von Horst Oehler. Nach 1924 Webspitzenwerke Hartenstein Richard Kant GmbH. Zweigeschossiger verputzter Massivbau, wohl mit Stahlskelettkonstruktion, mit hohem Sockelgeschoss, Horizontalbetonung durch flach erscheinendes Dach mit expressionistischem Fries über kräftigem Traufgesims und breitem Putzband zwischen Erdgeschoss und „Attika“-Geschoss. Kolossal-Putzlisenen (zum Teil kanneliert), Eingang mit kannelierten Lisenen und bogig-geschweiftem Giebel, einflüglige Haustür mit Ziervergitterung, darüber Gebälk und Oberlicht mit Sprossenteilung. Erdgeschoss Maschinensaal, erstes Obergeschoss Webstuhlsaal, mit Kartenschlag- und zwei Spulmaschinen, Zeichensaal. 1924 Anbau eines Bobinenraumes. Sowohl als Denkmal der Industriegeschichte Plauens als auch baugeschichtlich bedeutsam. | 09247216 |
|                | Ehemaliges Verwaltungsgebäude des Konsum- und Sparvereins                                                                            | Hans-Sachs-Straße 49 (Karte)                           | 1915                | Um 1915 Neubau eines Verwaltungsgebäudes des Konsum- und Sparvereins GmbH, 1924 Konsumgenossenschaft, 1936 Verbrauchsgenossenschaft GmbH, ab 1950 Verwaltung Konsum. Heutige Nutzung: Sozial- und Jugendhilfe e. V./ Jugendstil e. V. (Stand 2007). Dreigeschossiger verputzter Massivbau auf Klinkersockel, mit straßenseitig zwölf Achsen, Erdgeschoss optisch abgeteilt durch breites Putzfeldgesims, vierachsiger Mittelrisalit in Dachhaus mit zusätzlichen zwei Geschossen und Krüppelwalmdach übergehend, hier aufwändige (auch diagonale) Putzornamentik. Gliederung der langen Fassade durch Lisenen-Kolossalordnungen, Traufgesims mit Zahnschnittfries. Mansarddach mit Schleppgauben. Repräsentativer Putzbau von stadtgeschichtlichem und baugeschichtlichem Wert. | 09247218 |
|                | Produktionsgebäude einer Textilfabrik (ehemals Vogtländische Spitzenweberei AG, später VEB Plauener Spitze)                          | Hans-Sachs-Straße 53 (Karte)                           | 1916                | Entworfen von Horst Oehler; repräsentativer Putzbau mit neoklassizistischen Elementen, von baukünstlerischem und stadtgeschichtlichem Wert. Fabrikbau als Flachbau mit liegenden Sheds, Verwaltungsgebäude als Geschossbau. Dreigeschossiger verputzter Massivbau, vermutlich mit Stahlskelettkonstruktion, gegliedert hauptsächlich horizontal durch breites Putzband zwischen erstem und zweitem Obergeschoss sowie durch Mittelrisalit als Tempelfront: neun schmale Achsen, durch Lisenen zu Dreiergruppen zusammengefasst, hier auch als viertes Geschoss in den Dachraum hineinragend und mit flachen Dreiecksgiebel (mit dreieckiger „Lünette“) bekrönt. Das Dach ansonsten als ziegelrotes Mansarddach mit vielen stehenden Gaupen. Fahrstuhlanbau 1961. 1916 Neubau eines Fabrik- und Verwaltungsgebäudes durch die Vogtländische Spitzenweberei AG (Fabrikbau als Flachbau mit liegenden Sheds, Verwaltungsgebäude als Geschossbau), 1947 Vogtländische Spitzenweberei KG, später VEB Plauener Spitze, seit 1991 Plauener Spitze GmbH. | 09247217 |
|                | Mietshaus in geschlossener Bebauung in Ecklage, mit Gaststätte                                                                       | Haselbrunner Straße 71 (Karte)                         | Um 1905             | Historisierender, bildprägender Bau mit reicher Ornamentik, baugeschichtliche Relevanz. Dreigeschossiger Putz-Klinker-Bau, Erdgeschoss mit kräftiger Putzrustika und großen Rundbogenfenstern, die den Gastraum markieren. Darüber zwei Obergeschosse mit gelben Klinkerwänden, gegliedert durch putzrustizierte Kolossallisenen, die jeweils zwei Fensterachsen zusammenfassen. Betonung der Ecksituation durch im ersten Obergeschoss ansetzenden, schräg über Eck stehenden zweigeschossigen Erker, der in Trapezgiebel endet, hinterfangen von einem polygonalen Türmchen mit Welscher Haube (Teil des über fünf Achsen gehenden Dachaufbaus als viertes Geschoss). Besonders im Bereich der Eckbetonung reichliches Stuckornament mit Jugendstileinfluss. Kuriose Stuck-Darstellung eines Gastwirtes in der Dachaufbau-Zone. | 09247189 |
|                | Mietshaus in Ecklage in geschlossener Bebauung                                                                                       | Haselbrunner Straße 73 (Karte)                         | 1906                | Errichtet durch das Baugeschäft Müller & Wolfram; mit Laden, bildprägend, charakteristischer historisierender Wohnhausbau der Stadterweiterung von baugeschichtlichem Wert. Viergeschossiger Putz-Klinker Bau, das Erdgeschoss mit (veränderten) Läden und Putzrustika, optisch abgetrennt von den Obergeschossen durch Gurtgesims. Eckbetonung durch dreiachsigen abgerundeten Erker, der im ersten Obergeschoss ansetzt, viergeschossig bis in die Dachzone läuft und mit Welscher Haube bekrönt ist. Dieser und die beiden flankierenden, giebelbekrönten Achsen sowie das dritte Obergeschoss in Putzgestaltung, die Wände der ersten und zweiten Obergeschoss-Zone in gelbem Klinker. Dekoration mit Stuck-Schmucktafeln. Mansarddach mit Schleppgaupen. Das Traufgesims mit Kartuschen, darin Köpfe. Kuriosum als Erkeratlant: Darstellung eines Bäckers mit Schürze und Brezeln sowie Brot. | 09247188 |
|                | Doppelwohnhaus in offener Bebauung, mit Einfriedung                                                                                  | Haselbrunner Straße 110, 112 (Karte)                   | 1904                | Späthistoristischer Stadterweiterungsbau, von baugeschichtlicher Bedeutung. Dreigeschossiger Putz-Klinker-Bau, straßenseitig gegliedert durch zwei Putzrisalite mit Kuppelfenstern, die mit spitzgiebeligem Dachausbau viergeschossig enden. Das hohe Erdgeschoss hell verputzt, mit bogigen Fenstern, die Obergeschosse ansonsten mit rotem Klinkermauerwerk. Die Fenster im ersten Obergeschoss mit Gusssteinrahmung (Vorhangbögen), im zweiten Obergeschoss wieder rundbogig. Kräftiges, zahnschnittartig wirkendes Traufgesims. Einige stehende Gaupen. Zusätzlich Eck-Dachaufbau unschlüssig. Einfriedung: schmiedeeisernes Tor, Zaunpfeiler mit Klinkerverblendung. | 09247206 |
|                | Mietshaus in geschlossener Bebauung in Ecklage                                                                                       | Haselbrunner Straße 115 (Karte)                        | Um 1900             | Entworfen von Richard Ehrlich; mit zeittypischem historisierendem Fassadendekor, baugeschichtliche Bedeutung. Dreigeschossiger gelber Klinkerbau auf hohem Sockel, Ecklage durch im ersten Obergeschoss ansetzenden dreigeschossigen Erker mit Pyramidendach betont. Erdgeschoss durch Gurtgesims von den Obergeschossen optisch getrennt, die Fenster mit einfacher Gusssteinrahmung. Zwei flankierende Dachhäuschen mit Dreiecksgiebeln. | 09247208 |
|                | Doppelwohnhaus in geschlossener Bebauung                                                                                             | Haselbrunner Straße 120, 122 (Karte)                   | 1903                | Von Albert Mothes für Moritz Hermann Birkner; zeittypischer historisierender Stadterweiterungsbau von baugeschichtlicher Bedeutung. Dreigeschossiger Putzbau über Eck, die Ecke einachsig abgeschrägt, diese Mittelachse überhöht durch Dachausbauten (Zierfachwerk) mit steilen Krüppelwalmdächern, ein weiterer dieser Dachausbauten über der vorletzten Achse rechts. Alle Fenster mit ornamentaler Gusssteinrahmung, einige florale Stuck-Schmuckfelder, Gurtgesimse. | 09247397 |
|                | Mietshaus in halboffener Bebauung und in Ecklage                                                                                     | Haselbrunner Straße 123 (Karte)                        | 1905                | Architekten Albert und Christian Wegel; historisierender Spekulationsbau der Stadterweiterung von baugeschichtlicher Relevanz. Dreigeschossiger Putz-Klinker-Bau auf hohem Sockel, mit einachsiger abgeschrägter Ecke. Das Erdgeschoss mit Segmentbogenöffnungen und Putznutung, über Gurtgesims die beiden Obergeschosse mit rotem Klinkermauerwerk, die Fenster vertikal verbunden durch Putz-Stuck-Schmuckfelder (u. a. Köpfe, Blätter, Zirkel), dadurch das Mauerwerk wie Lisenen wirkend. Das breite Traufgesims ebenfalls aufwändig ornamentiert. Mansarddach mit einigen dreiecksgegiebelten Dachhäuschen sowie kleinen Schleppgaupen. Die Ecksituation überhöht durch kleinen Dachausbau mit Zierfachwerk (wahrscheinlich ohne seine ursprüngliche Bekrönung). | 09247209 |
|                | Mietshaus in Ecklage in halboffener Bebauung                                                                                         | Herderstraße 13 (Karte)                                | Um 1903             | Entworfen von Hermann Schultheiß; Spekulationsbau des Späthistorismus mit jugendstiligem/neobarockem Ornament, baugeschichtlich von Bedeutung. Dreigeschossiger gelber Putz-Klinker-Bau, Erdgeschoss Putznutung, Eckbetonung durch im ersten Obergeschoss ansetzenden, im Dachbereich in Welscher Haube endenden dreiachsigen Polygonalerker, dort flankiert von zwei Dachhäuschen mit querovalen Öffnungen. Die beiden Obergeschosse durch kräftige Gesimse zusammengefasst. Die äußeren Fensterachsen jeweils verbreitert. In den Obergeschossen flächendeckend florales Ornament, Kartuschen, Quellnymphen. Laden aus Erbauungszeit nicht mehr vorhanden. | 09246758 |
|                | Mietshaus in Ecklage in geschlossener Bebauung                                                                                       | Herderstraße 15 (Karte)                                | 1903                | Entworfen von Ernst Porst; historisierender Spekulationsbau der Stadterweiterung, mit aufwändiger Putzornamentik, baugeschichtlich von Bedeutung. Viergeschossiger Putzbau, Ecklage durch einachsige Schräge (flacher, im ersten Obergeschoss ansetzender Erker) und dreiachsigen (reduzierten) Dachaufbau unterstrichen. Erdgeschoss mit Segmentbogenfenstern. Über dem Erdgeschoss girlandenförmige Edelputzgestaltung, das erste Obergeschoss ganz durch Rauputzgestaltung hervorgehoben, hier Fensterbekrönungen mit abstraktem Ornament. Das dritte Obergeschoss ganz bedeckt mit floraler Jugendstilzier. Originaler Laden nicht erhalten. | 09246759 |
|                | Mietshaus in geschlossener Bebauung                                                                                                  | Herderstraße 17 (Karte)                                | 1903                | Repräsentativer Putzbau von Ernst Porst, mit Jugendstildekor, baugeschichtliche Bedeutung. Viergeschossiger heller Putzbau mit zusätzlichem Dachausbau in Form einer bogigen Übergiebelung eines aus der Mittelachse gerückten zweiachsigen Mittelrisalits, ergänzt von links flankierendem einachsigen flachen Erker. Das Erdgeschoss mit mittigem Eingang optisch abgetrennt durch breites Feld mit waagerecht-wellenförmigem Kammputz. Stark vom Jugendstil beeinflusste Putz-Stuck-Ornamentik (Konsolsteine mit Löwenköpfen, Lambrequins, Kränze, Florales). Fenster und Haustür reduzierend erneuert, schöne Gaupen. | 09246760 |
|                | Mietshaus in geschlossener Bebauung                                                                                                  | Krähenhügelstraße 30 (Karte)                           | 1898                | Einfacher historisierender Klinkerbau der Stadterweiterung von Franz Gentzsch; baugeschichtliche Relevanz. Auf verputztem Sockel dreigeschossiger gelber Klinkerbau von fünf Achsen, das Erdgeschoss mit mittig eingezogenem Eingang und Segmentbogenöffnungen durch Gurtgesims optisch abgetrennt. Die Obergeschoss-Fenster standardmäßig mit geraden, teilweise dreieckigen Stuck-Bekrönungen, Mansarddach mit Schleppgaupen, Teil eines gleichartigen Straßenzuges. Fenster und Haustür Kunststoff. | 09247219 |
|                | Mietshaus in geschlossener Bebauung                                                                                                  | Krähenhügelstraße 32 (Karte)                           | 1898                | Zeittypischer historisierender Klinkerbau der Stadterweiterung von Franz Gentzsch; baugeschichtliche Bedeutung. Auf verputztem Sockel dreigeschossiger gelber Klinkerbau von fünf Achsen, das Erdgeschoss mit mittig eingezogenem Eingang und Segmentbogenöffnungen durch Gurtgesims optisch abgetrennt. Die Obergeschoss-Fenster standardmäßig mit geraden, teilweise dreieckigen Stuck-Bekrönungen, Mansarddach mit Schleppgaupen, Teil eines gleichartigen Straßenzuges. Fenster und Haustür Kunststoff. | 09247220 |
|                | Mietshaus in geschlossener Bebauung                                                                                                  | Krähenhügelstraße 34 (Karte)                           | 1899                | Zeittypischer historisierender Klinkerbau der Stadterweiterung von Franz Louis Schott; von baugeschichtlicher Bedeutung. Auf verputztem Sockel dreigeschossiger gelber Klinkerbau von vier Achsen, das Erdgeschoss mit seitlich eingezogenem Eingang und Segmentbogenöffnungen durch Gurtgesims optisch abgetrennt. Die Obergeschoss-Fenster standardmäßig mit geraden, teilweise dreieckigen Stuck-Bekrönungen, Mansarddach mit stehenden Gaupen, Teil eines gleichartigen Straßenzuges. Fenster und Haustür Kunststoff. | 09247221 |
|                | Mietshaus in geschlossener Bebauung                                                                                                  | Krähenhügelstraße 36 (Karte)                           | 1898                | Zeittypischer historisierender Klinkerbau der Stadterweiterung von Franz Louis Schott; von baugeschichtlicher Bedeutung. Auf verputztem Sockel dreigeschossiger gelber Klinkerbau von vier Achsen, das Erdgeschoss mit seitlich eingezogenem Eingang und Segmentbogenöffnungen durch Gurtgesims optisch abgetrennt. Die Obergeschoss-Fenster standardmäßig mit geraden, teilweise dreieckigen Stuck-Bekrönungen, Mansarddach mit stehenden Gaupen, Teil eines gleichartigen Straßenzuges. Fenster Kunststoff. | 09247222 |
|                | Mietshaus in geschlossener Bebauung                                                                                                  | Lange Straße 66 (Karte)                                | 1927                | Entworfen von Bornemann und Otto Prasser für die Stadt Plauen; zeittypischer Putzbau der 1920er Jahre, baugeschichtliche Bedeutung. Viergeschossiger und dreiachsiger Putzbau mit einachsigem flachem Erker als Mittelachse. Hauseingang mittig angeordnet, flankiert von Pilastern, im Erdgeschoss Rundbogenöffnungen. Ehemaliger grüner und roter Edelputz als wichtiges Element zur Gliederung der Fassade verloren, aber die Farbfelder noch erkennbar. Drei große dreiecksgegiebelte Gaupen. | 09247194 |
|                | Mietshaus in Ecklage in geschlossener Bebauung                                                                                       | Lange Straße 67 (Karte)                                | 1904                | Entworfen vom Baugeschäft Müller & Wolfram; typischer Bau des Späthistorismus, baugeschichtliche Bedeutung. Viergeschossiger Bau in Putz-Klinker-Bauweise, Erdgeschoss durch Gurtgesims optisch abgesetzt. Eckbetonung durch dreiachsigen polygonalen Erker, der im ersten Obergeschoss ansetzt und mit Welscher Haube bekrönt ist. Hier und in der jeweils flankierenden Achse reine Putzgestaltung, daneben jeweils gelbe Klinkerwände in Lisenenfunktion, dazwischen dekorative Putzfelder. Erdgeschoss Putznutung, hier ehemaliger Laden, erhalten nur Bauplastik eines Fleischers. An einer Hausseite über vier Geschosse nachträglich Balkons angebracht. Dachbereich mit liegenden Gaupen, letztere wohl nicht original. | 09247195 |
|                | Mietshaus in geschlossener Bebauung in Ecklage                                                                                       | Lange Straße 68 (Karte)                                | 1927                | Entworfen von Bornemann und Otto Prasser für die Stadt Plauen (Stadtbaurat Goette); zeittypisches Wohngebäude der 1920er Jahre von baugeschichtlichem Wert. Viergeschossiger Putzbau über Eck, das hohe Erdgeschoss mit Rundbogenöffnungen, zentraler Eingang, der durch den darüber ansetzenden, flachen dreigeschossigen Rechteckerker Portikusfunktion erhält. Weiterer identischer zweiachsiger Erker mit Mittelrisalitfunktion auf der anderen Hausseite. Verschiedenfarbiger Edelputz aus Erbauungszeit erneuert: porphyr und grün als Grundton, an Hausecken Putznutungen, Fensterverdachungen durch Dreieckgiebel oder Bögen. Mansarddach mit einfachen Aufbauten. | 09247193 |
|                | Mietshaus in geschlossener Bebauung                                                                                                  | Lange Straße 69 (Karte)                                | Wohl 1903           | Errichtet durch Baugeschäft Müller & Wolfram; späthistoristische Häuserzeile der Stadterweiterung, mit Jugendstilapplikationen, baugeschichtliche Bedeutung. Viergeschossiger sechsachsiger Putz-Klinker-Bau. Erdgeschoss mit Putznutung, vom Sockel und zu den Obergeschossen mit kräftigen Putzgesimsen abgesetzt. Leicht nach links verrückter, eingezogener Eingang, darüber zentraler flacher zweiachsiger Erker mit kräftigen Konsolsteinen, gegliedert durch genutete, weiter oben kannelierte Lisenen und im vierten Obergeschoss als Balkon endend. Viertes Obergeschoss abgehoben durch Segmentbogenfenster, darüber zentrales dreiachsiges Zwerchhaus, flankiert von zwei Gaupen. Die Fensterachsen ornamental gegliedert durch gestaltete Putzfelder zwischen den Öffnungen. Klinker-Kolossalpilaster mit jugendstiligen Kapitellen/Lambrequins. | 09247196 |
|                | Mietshaus in geschlossener Bebauung                                                                                                  | Lange Straße 71 (Karte)                                | 1903                | Entworfen und errichtet durch das Baugeschäft Müller & Wolfram; späthistoristische Häuserzeile der Stadterweiterung, mit Jugendstilapplikationen, baugeschichtliche Bedeutung. Viergeschossiger sechsachsiger Putz-Klinker-Bau. Erdgeschoss mit Putznutung, vom Sockel und zu den Obergeschossen mit kräftigen Putzgesimsen abgesetzt. Leicht nach links verrückter, eingezogener Eingang, darüber zentraler flacher zweiachsiger Erker mit kräftigen Konsolsteinen, gegliedert durch genutete, weiter oben kannelierte Lisenen und im vierten Obergeschoss als Balkon endend. Viertes Obergeschoss abgehoben durch Segmentbogenfenster, darüber zentrales dreiachsiges Zwerchhaus, flankiert von zwei Gaupen. Die Fensterachsen ornamental gegliedert durch gestaltete Putzfelder zwischen den Öffnungen. Klinker-Kolossalpilaster mit jugendstiligen Kapitellen/Lambrequins. Gaupen vereinfacht. | 09247197 |
|                | Mietshaus in geschlossener Bebauung                                                                                                  | Lange Straße 72 (Karte)                                | 1926                | Entworfen von Arthur Wetzel für die Stadt Plauen (Stadtbaurat Goette); Putzbau in zeittypischer Formensprache, von baugeschichtlicher Bedeutung. Viergeschossiger Putzbau mit fünf Achsen. Das hohe Erdgeschoss durch Gurtgesims von den Obergeschossen optisch getrennt. Mittiger Eingang gerahmt von kannelierten Lisenen, expressionistische Dreiecksüberdachungen der Öffnungen. Dreiachsiger flacher Seitenrisalit verhält sich in etwa wie Goldener Schnitt zur Gesamtfassade und kulminiert mit zusätzlichem Dachgeschoss (hier flaches Walmdach), in diesem Bereich Medaillonfelder in den Fensterachsen. | 09247192 |
|                | Mietshaus in geschlossener Bebauung                                                                                                  | Lange Straße 74 (Karte)                                | 1902                | Entworfen und errichtet vom Baugeschäft Ernst Müller; späthistoristische Putz-Klinker-Fassade, von baugeschichtlicher Bedeutung. Dreigeschossiger und sechsachsiger Putz-Klinker-Bau. Hohes Erdgeschoss auf Sockel mit Putznutung, Rundbogenfenster, darunter floral verzierte Putzfelder, zentraler Eingang im Sockel ansetzend und mit großem runden Blindfenster überfangen. Kräftiges Gurtgesims trennt die Obergeschosse optisch ab. Die beiden Obergeschosse durch genutete Putzlisenen auf gelbem Klinker zusammengefasst. Dreifeldriges Bogenfenster akzentuiert die Mitte des zweiten Obergeschosses, darüber vereinfachtes Zwerchhaus, flankiert von stehenden Gaupen. Reichliche florale und vom Jugendstil beeinflusste Zierfelder zwischen den Öffnungen. | 09247191 |
|                | Mietshaus in geschlossener Bebauung                                                                                                  | Lange Straße 76 (Karte)                                | 1902                | Entworfen und errichtet vom Baugeschäft (Ernst) Müller & Wolfram; späthistoristische Fassade der Ortserweiterung, von baugeschichtlicher Bedeutung. Dreigeschossiger fünfachsiger Putz-Klinker-Bau. Erdgeschoss mit Putznutung und Rundbogenöffnungen, Haustür in der rechten Achse ragt weit in Sockelbereich hinein und wird von Okulus überfangen. Gurtgesims trennt die Obergeschosse optisch ab. Die beiden Obergeschosse und jeweils zwei Achsen zusammengefasst durch genutete Lisenen, über dem Eingang rahmen diese nur eine Achse. Die gelbe Klinkerwand unterbrochen durch ornamentale Putz-Stuck-Felder (Kränze, Kartusche, Florales). Die beiden linken Achsen mit geschweiftem Giebel überfangen, die anderen Achsen durch einfache stehende Gaupen. | 09247190 |
|                | Mietshaus in geschlossener Bebauung                                                                                                  | Max-Planck-Straße 67 (Karte)                           | 1904                | Historisierende Fassade der Stadterweiterung, baugeschichtliche Bedeutung. Dreigeschossiger und sechsachsiger Putz-Klinker-Bau, Erdgeschoss mit Putznutung, darüber Gurtgesims, die beiden Obergeschoss gelber Klinker, versetzt mit Putz-Struck-Rahmungen der Fenster sowie mit Ornamentfeldern, der flache zweiachsige Seitenrisalit wird von Zwerchhaus überfangen, im Dachbereich ansonsten kleine stehende Gaupen. | 09247230 |
|                | Mietshaus in geschlossener Bebauung                                                                                                  | Max-Planck-Straße 69 (Karte)                           | 1903                | Historisierende Putz-Klinker-Fassade, baugeschichtliche Relevanz. Dreigeschossig, sechsachsig, Erdgeschoss mit Putznutung und Rundbogenöffnungen, darüber Gurtgesims, die Fenster des ersten Obergeschosses mit ornamentierten Konsolfeldern und mit Stuck-Vorhangbögen, die Fensterstürze des zweiten Obergeschosses mit jugendstiligem Ornament, die beiden rechten Achsen überfangen von flach abgeschlossenem Zwerchhaus (verändert). | 09247229 |
|                | Mietshaus in geschlossener Bebauung                                                                                                  | Max-Planck-Straße 71 (Karte)                           | 1903                | Historisierendes Wohngebäude als Teil eines gleichartigen Straßenzuges, baugeschichtlich relevant. Dreigeschossig auf hohem Sockelgeschoss, Erdgeschoss mit Putznutung und Segmentbogenöffnungen, eingezogene Haustür überfangen mit rundem Oberlicht, über Erdgeschoss Gurtgesims, die beiden Obergeschosse roter Klinker, die Fenster putzgerahmt und mit verzierten Konsolflächen, der flache Seitenrisalit als rechte Achse breiter und durch Kuppelfenster hervorgehoben sowie durch Zwerchhaus mit Schweifgiebel (mit Putzstuck) bekrönt, links davon drei kleine stehende Gaupen. | 09247228 |
|                | Mietshaus in geschlossener Bebauung                                                                                                  | Max-Planck-Straße 73 (Karte)                           | 1903                | Historisierendes Wohngebäude als Teil eines gleichartigen Straßenzuges, baugeschichtlich relevant. Dreigeschossig, Erdgeschoss und Sockel durch Putznutung zusammengefasst, im Hochparterre Segmentbogenfenster, mittig die Haustür mit großem runden Oberlicht, die beiden Obergeschosse über Gurtgesims rote Klinker, die Fenster mit ornamentierten Putz-Stuck-Konsolfenstern und Bekrönungen versehen, der flache rechte Seitenrisalit durch Kuppelfenster betont, darüber Zwerchhaus mit Schweifgiebel (mit Putzstuck verziert), vier stehende Gaupen. | 09247227 |
|                | Mietshaus in geschlossener Bebauung                                                                                                  | Max-Planck-Straße 75 (Karte)                           | 1903                | Historisierendes Wohngebäude als Teil eines gleichartigen Straßenzuges, baugeschichtliche Relevanz. Dreigeschossig, Erdgeschoss und Sockel durch Putznutung zusammengefasst, im Hochparterre Segmentbogenfenster, rechts aus der Mitte gerückt mittig die Haustür mit großem runden Oberlicht, die beiden Obergeschosse über Gurtgesims rote Klinker, die Fenster mit ornamentierten Putz-Stuck-Konsolfenstern und Bekrönungen versehen, der flache linke Seitenrisalit durch Kuppelfenster betont, darüber flach gedecktes Zwerchhaus mit gekuppeltem Rundbogenfenster, vier stehende Gaupen. | 09247226 |
|                | Mietshaus in Ecklage in ehemals halboffener Bebauung                                                                                 | Morgenbergstraße 7 (Karte)                             | 1903                | Entworfen von Carl Korthals für Hermann Schultheiß; repräsentativer Putzbau mit aufwendiger Fassadengestaltung, von baugeschichtlicher Bedeutung. Dreigeschossig, zwei Seiten mit vier Achsen, jeweils außen mit Kuppelfenstern. Eckbetonung durch im ersten Obergeschoss ansetzenden polygonalen Erker mit Spitzhaubenbekrönung (rekonstruiert), flankiert von je einem Zwerchhaus mit Dreiecksgiebel. Erdgeschoss gekennzeichnet von Thermen- bzw. gekuppelten Fenstern, überfangen von Blendbögen, seitliches Tor zweiflüglig mit sprossengeteiltem Oberlicht. Die beiden Obergeschosse mit gerade verdachten, zum Teil liegenden Fenstern. Die Geschosse optisch zusammengefasst durch genutete Kolossalpilaster, die Kapitelle vom Jugendstil beeinflusst. Mansarddach mit zum Teil neuen segmentbogigen Gaupen. | 09246748 |
| Weitere Bilder | Markuskirche und Markuskirchplatz | Morgenbergstraße 34 (Karte)                            | 1911–1913           | Stattlicher neuromanischer Zentralbau, umgeben von Schmuckplatzanlage, von künstlerischer, gartenkünstlerischer, baugeschichtlicher, gartengeschichtlicher und städtebaulicher Bedeutung. Die Markuskirche ist ein neuromanischer Bau, der 1911–13 nach Entwürfen von Heinrich Adam (Berlin) als Mitte des neuen Stadtteils Haselbrunn errichtet wurde. Stark bildprägend ist der 62 Meter hohe seitliche Turm mit Uhr und steilem Helm. Der verputzte Sandsteinbau mit Tuffstein-Ziergliedern besteht innen aus einem Zentralraum, der durch einen Triumphbogen vom Chor getrennt ist. Dessen Konchen außen markant und durch einen weiteren Umlauf betont. Asymmetrische Doppelturmfront mit Vorhalle. Der Turm wurde im Zweiten Weltkrieg teilzerstört. Durch Einzug einer Zwischendecke 1967/68 (für Kirche und Gemeindesaal) reduzierte sich der Raumeindruck stark, auch wurden Malereien von Willi Schomann überstrichen. 2003 Freilegung und Restaurierung der bauzeitlichen Wandgemälde im Bereich des Triumphbogens und der Apsis. Um die Kirche entstand 1912–1913 ein Schmuckplatz mit regelmäßiger Gestaltung, die aus der Feder des städtischen Gartendirektors Richard Bertram stammt. Die Kirche dominiert die Anlage und „thront“ oberhalb einer Substruktion über dem eigentlichen Kirchplatz im Osten. Entlang der Stützmauern wurden in regelmäßigen Abständen Linden und Eichen gepflanzt, die die Kirche wie ein Kranz umgeben. Der Platz selbst wird ebenfalls von Baumreihen aus Linden bzw. Spitz-Ahorn eingefasst. Der sich östlich der Kirche anschließende symmetrisch gestaltete Platzbereich wird durch drei sich kreuzende Wege erschlossen, die sich im Kreuzungspunkt zu einem hippodromartigen Platz erweitern. Vier Linden-Reihen am und auf dem hippodromartigen Platz betonen diesen Mittelpunkt zusätzlich. In den äußeren Rasenflächen befinden sich Gehölzgruppen aus Bäumen und Ziersträuchern.                    | 09246749 |
|                | Mietshaus in halboffener Bebauung | Morgenbergstraße 43 (Karte)                            | Um 1902             | Entworfen von Paul L. Ulbricht für sich selbst; städtische Fassade des Späthistorismus, von baugeschichtlicher Bedeutung. Viergeschossiger Putzbau, sieben Achsen, im zweiten Obergeschoss als rundbogige Kuppelfenster ausgebildet. Erdgeschoss durch Gurtgesims optisch begrenzt, mit großen segmentbogigen Öffnungen (Schaufenster oder ehemalige Gaststätte), zentraler Eingang. Darüber zweigeschossiger Erker auf Rechteckgrundriss, der im zweiten Obergeschoss als Balkon endet. Die Außenachsen jeweils durch Zwerchhäuser überhöht, dazwischen drei doppelachsige Gaupen (Dachlandschaft vereinfacht). | 09247634 |
|                | Mietshaus in geschlossener Bebauung                                                                                                  | Morgenbergstraße 44 (Karte)                            | 1903                | Entworfen von Hermann Koch; historisierender zeittypischer Klinkerbau von baugeschichtlichem Wert. Dreigeschossiger gelber Klinkerbau auf hohem Putzsockel, zentraler Eingang, Erdgeschoss durch Gurtgesims optisch begrenzt, die beiden Obergeschosse mit einfach stuckverdachten, zum Teil gar nicht verzierten Fenstern, Putzspiegel. Die beiden linken Achsen durch Zwerchhaus mit Schweifgiebel überhöht. | 09247399 |
|                | Mietshaus in geschlossener Bebauung                                                                                                  | Morgenbergstraße 45 (Karte)                            | 1902                | Entworfen 1902 von Paul L. Ulbricht für sich selbst; regelmäßige historisierende Fassade, Spekulationsbau der Stadterweiterung, von baugeschichtlicher Relevanz. Viergeschossiger Putz-Klinker-Bau. Das Erdgeschoss mit Putznutung und korbbogigen Öffnungen, der zentrale Eingang rundbogig. Alle Geschosse darüber in hellem Klinker und optisch durch breites Putzband und/oder Gurtgesimse definiert. Die Fenster (im ersten Obergeschoss mit geradem Sturz, hier auch schwarz glasierte Ziegel als Zierelemente, die Obergeschosse darüber wieder bogig) sparsam mit Stuckornament bekrönt. Die beiden linken Achsen überhöht durch Zwerchhaus mit Schweifgiebel, daneben mehrere kleine Gaupen. | 09246750 |
|                | Mietshaus in geschlossener Bebauung                                                                                                  | Morgenbergstraße 46 (Karte)                            | Um 1900             | Entworfen von Hermann Koch; zeittypischer historisierender Klinkerbau von baugeschichtlichem Wert. Dreigeschossiger fünfachsiger gelber Klinkerbau, die Fensterkonsolen Putz-Stuck-Zierfelder. Das Erdgeschoss durch Gurtgesims optisch von den Obergeschossen abgetrennt, zentraler Eingang. Die beiden linken Achsen durch Zwerchhaus mit stuckiertem Schweifgiebel überhöht, drei kleine Gaupen. | 09247400 |
|                | Mietshaus in geschlossener Bebauung                                                                                                  | Morgenbergstraße 47 (Karte)                            | Um 1900             | Entworfen ca. 1902 von Paul L. Ulbricht; regelmäßige historisierende Fassade der Stadterweiterung, baugeschichtliche Relevanz. Viergeschossiger Putz-Klinker-Bau, das Erdgeschoss mit kräftiger Putznutung, Segmentbogenfenstern und zentralem rundbogigen Eingang. Über breitem Putzband drei Geschosse mit hellem Klinkern, ebenfalls jeweils durch Putzband optisch abgegrenzt. Nach oben Fensterbekrönungen aus ornamentalem Putzstuck zunehmend. Die beiden rechten Achsen überhöht durch Zwerchhaus mit Schweifgiebel, mehrere Schleppgaupen. | 09246751 |
|                | Mietshaus in geschlossener Bebauung, in Ecklage                                                                                      | Morgenbergstraße 48 (Karte)                            | 1902                | Architekt Hermann Koch; zeittypischer historisierender Spekulationsbau von baugeschichtlichem Wert. Dreigeschossiger gelber Klinkerbau, die turmartige Ecksituation mit 1:2 Achsen um flaches Dachgeschoss überhöht (hier gekuppelte Rundbogenfenster und Dreiecksverdachung der Fenster des ersten Obergeschosses). Das Erdgeschoss durch kräftiges Gurtgesims abgegrenzt. Genutete Kolossallisenen, Mansarddach mit stehenden Gaupen. | 09247401 |
|                | Mietshaus in geschlossener Bebauung                                                                                                  | Morgenbergstraße 49 (Karte)                            | Bezeichnet mit 1903 | entworfen von Paul L. Ulbricht; zeittypischer historisierender Bau von baugeschichtlicher Bedeutung. Viergeschossiger vielachsiger Bau mit Putz-Erdgeschoss, dort große segmentbogige Öffnungen zum Teil mit Kuppelfenstern. Über Erdgeschoss breites Putzband, darüber drei Geschosse mit hellem Klinker, die Öffnungen der Eckachsen breiter, hier auch reichere Stuckverzierungen. Zentraler zweigeschossiger Erker auf Rechteckgrundriss, der auf kräftigen Konsolen über dem Erdgeschoss ansetzt und in Balkon endet. Breiter Balkon kreuzt in der Mitte des Erkers. Im dritten Obergeschoss gekuppelte Rundbogenfenster. Mittiges und seitliche Zwerchhäuser, Schleppgaupen. | 09246752 |
|                | Mietshaus in Ecklage in geschlossener Bebauung                                                                                       | Morgenbergstraße 51 (Karte)                            | Um 1900             | Historisierende Fassade der Stadterweiterung, von baugeschichtlicher Bedeutung. Viergeschossiger Putz-Klinker-Bau mit putzgenutetem Erdgeschoss, Ladenzone verändert. Über Gurtgesims drei Obergeschosse aus hellem Klinker, die Fenster im ersten Obergeschoss ornamental stuckbekrönt. Eckbetonung durch über dem Erdgeschoss ansetzenden, schräggestellten Erker auf Rechteckgrundriss, mit kräftig markierter Geschossabgrenzung, bekrönt von Fachwerk-Dachhaus. Kleine stehende Gaupen. | 09246753 |
|                | Drei Mietshäuser in halboffener Bebauung in Ecklage                                                                                  | Morgenbergstraße 53 (Hans-Sachs-Straße 16, 18) (Karte) | 1913                | Entworfen von Otto Prasser für den Gemeinnützigen Wohnungsbauverein. Architektonisch bemerkenswerter Reformstil, bildprägend, baugeschichtliche Bedeutung. Dreigeschossiger senffarbiger Putz-Häuserblock auf Sockel aus Theumaer Schiefer, mit regelmäßiger Gestaltung im Obergeschoss-Bereich durch zweiachsige und zweigeschossige Erker auf Konsolsteinen (außer Schmalseite), darüber jeweils zweigeschossige Dachhäuser mit Trapezgiebeln und Krüppelwalmdächern. Erdgeschoss mit Rundbogeneingängen durch kräftiges Gurtgesims optisch abgetrennt. Wandgliederung durch lindgrün gefärbte Kolossallisenen, die Obergeschosse vertikal verbunden durch Schmuckfelder. Das Dach mit zusätzlichen Gaupen auf Walmdachbasis, die Haustüren zweiflügelig. | 09247214 |
|                | Städtisches Freibad Haselbrunn mit Umkleidekabinen, Fahrradschuppen, Eingangsgebäude sowie weitere Zweckbauten aus der Erbauungszeit | Nach dem Stadion 80 (Karte)                            | 1925                | U-förmig um das Schwimmbecken angeordnete Holzbauten (ohne nachträgliche Anbauten und das Schwimmbecken), stadtgeschichtlich, baugeschichtlich und sozialgeschichtlich bemerkenswerte Anlage. Verbretterte Holzkonstruktionen mit Sattel- und Walmdächern. Eingangsgebäude vermutlich ursprünglich Wohnhaus, Putzbau, Sockel Verkleidung mit Theumaer Schiefer. | 09247256 |
|                | Mietshaus in Ecklage in geschlossener Bebauung                                                                                       | Paul-Gerhardt-Straße 14 (Karte)                        | 1906                | Errichtet 1906 von Wilhelm Aurich für sich selbst; bildprägendes Zeugnis frühen Reformstils, Jugendstileinflüsse, baugeschichtlich von Bedeutung. Dreigeschossiger Putzbau als Kopfgebäude zweier vom frühen Reformstil geprägter Häuserzeilen. Eckbetonung durch Abrundung im Bereich dreier Achsen, dazu kleiner und darüber größerer Balkon mit schmiedeeisernen Gittern, Dachausbau bekrönt von glockenförmiger Haube, flankiert von zwei schmalen Risaliten mit Zwerchgiebeln. Zusätzliche Gliederung der langen Fassaden durch weitere Erker (endend in Balkons) und breite Dachhäuser. Erdgeschoss durch Gurtgesims von den Obergeschossen abgegrenzt, Eingang seitlich. Jugendstilige Schmuckapplikationen, z. B. Schwäne, Girlanden. | 09246734 |
|                | Mietshaus in halboffener Bebauung | Pausaer Straße 106 (Karte)                             | Um 1900             | Entworfen vermutlich von Günther Hermann; mit Laden, zeittypischer historisierender Spekulationsbau der Stadterweiterung, baugeschichtlich von Bedeutung. Dreigeschossiger und fünfachsiger heller Klinkerbau mit porphyrgefärbtem Gusssteinzierrat: vergleichsweise aufwändige Applikationen (z. B. Schlusssteine, Vorhangbögen, Treppengiebel). Die Geschosse durch Gurtgesimse optisch getrennt, zentrales Zwerchhaus mit Stufengiebel, zwei nicht originale Gaupen. Dekorativ weitgehend übereinstimmend mit Nachbargebäude Nr. 108. | 09246715 |
|                | Mietshaus in geschlossener Bebauung                                                                                                  | Pausaer Straße 108 (Karte)                             | 1902                | Entworfen und errichtet 1902 von Günther Hermann für sich selbst; zeittypischer historisierender Klinkerbau von baugeschichtlicher Bedeutung. Dreigeschossiger und fünfachsiger heller Klinkerbau mit porphyrgefärbtem Gusssteinzierrat: vergleichsweise aufwändige Applikationen (z. B. Schlusssteine, Vorhangbögen etc.). Die Geschosse durch Gurtgesimse optisch getrennt, zentrales Zwerchhaus mit (reduziertem) Stufengiebel, zwei Schleppgaupen. Dekorativ weitgehend übereinstimmend mit Nachbargebäude Nr. 106. | 09246716 |
|                | Mietshaus in geschlossener Bebauung                                                                                                  | Pausaer Straße 110 (Karte)                             | 1902                | Entworfen von Günther Hermann für sich selbst; zeittypischer historisierende Häuserzeile der Stadterweiterung, von baugeschichtlicher Bedeutung. Viergeschossig, sechs Achsen, die Geschosse durch Gurtgesimse optisch voneinander getrennt. Eingang rechts in flachem Seitenrisalit, der größere Öffnungen hat als der übrige Bau und einen zusätzlichen flachgedeckten Dachausbau. Zierelemente um die Fensteröffnungen aus porphyrfarbenem Gussstein: Schlusssteine, Vorhangbögen, Tudorbögen, Zahnschnitt etc. | 09246717 |
|                | Mietshaus in geschlossener Bebauung                                                                                                  | Pausaer Straße 112 (Karte)                             | 1903                | Entworfen von Max Schoenstein für den Bauunternehmer Günther Hermann; zeittypischer historisierender Spekulationsbau eines Straßenzuges von baugeschichtlicher Bedeutung. Viergeschossiger und fünfachsiger Klinkerbau mit porphyrfarbenen Gusssteinverzierungen (Schlusssteine, Vorhangbögen, Pilaster, der zentrale Dachgiebel mit Krabben). Die Geschosse durch Gurtgesimse optisch getrennt, Zwerchhaus mit Neorenaissanceformen. | 09246718 |
|                | Mietshaus in Ecklage in geschlossener Bebauung                                                                                       | Pausaer Straße 114 (Karte)                             | 1903                | Entworfen von Max Schoenstein für den Bauherrn Andreas Saalfrank; mit Laden, zeittypischer historisierender Stadterweiterungsbau baugeschichtlicher Bedeutung. Viergeschossiger heller Klinkerbau mit porphyrfarbenen Gusssteinelementen, Erdgeschoss mit Laden und Rundbogenöffnungen, bis zu den Kämpfern roter Putz, dann dunkelweißer Klinker. Gurtgesimse zwischen Erdgeschoss und erstem Obergeschoss sowie zwischen zweitem und drittem Obergeschoss geben horizontale Gliederung. Ecksituation durch schräg gestellte, im Dachbereich durch Sonnengiebel und Türmchen überhöhte Achse, flankiert von zwei in großen Zwerchgiebeln endenden Achsen. Im Bereich dieser drei Joche gesteigerte Ornamentik in Form der Fensterbekrönungen (Dreiecke, geometrische Putzfelder etc.). | 09246719 |
|                | Mietshaus in Ecklage in geschlossener Bebauung                                                                                       | Rückertstraße 19 (Karte)                               | 1901                | Bauherren Meinold & Oertel; bildprägend als Kopfbau eines gleichartigen historisierenden Straßenzuges und von baugeschichtlichem Wert. Dreigeschossiger roter Klinkerbau auf Putzsockel. Polygonale Eckausbildung über drei Achsen, hier Bekrönung durch zusätzliches Dachgeschoss mit dekorativen Dreiecksgiebeln. Erdgeschoss ursprünglich mit Laden, Schlusssteine über Fenstern mit Kopfdarstellungen. Erstes Obergeschoss waagerechte Fensterverdachungen. Zweites Obergeschoss reliefierte Bogenfelder. Verkröpfte Gurt- und Kranzgesimse über Erdgeschoss und an der Traufe. Vier und zwei kleine stehende Gaupen. | 09247223 |
|                | Mietshaus in mittlerweile halboffener Bebauung                                                                                       | Rückertstraße 21 (Karte)                               | 1898                | Entworfen von Franz Louis Schott, gleichzeitig Bauherr; zeittypisches historisierendes Bauwerk der Stadterweiterung von baugeschichtlicher Bedeutung. Dreigeschossiger und fünfachsiger roter Klinkerbau auf Putzsockel, zentraler Eingang mit veränderter Haustür. Mit reichlicher heller Putz-Stuck-Dekoration in Form von Fensterbekrönungen (Köpfe im Erdgeschoss, florale Felder im ersten Obergeschoss) und -rahmungen. Die Geschosse optisch durch Gesimse getrennt, überdimensionierte Gaupen. | 09247224 |
|                | Mietshaus in Ecklage in geschlossener Bebauung                                                                                       | Rückertstraße 30 (Karte)                               | 1904                | Entworfen von Albert Schramm für Alfred Schramm; späthistoristische Gestaltung, mit Laden, baugeschichtlich von Bedeutung. Viergeschossiger Putz-Klinker-Bau mit geputztem Laden-Erdgeschoss (Bogenöffnungen), darüber drei Geschosse mit gelbem Klinker (oberstes Geschoss wieder mit bogigen Öffnungen), zwei markante Dreiecks-Dachgiebel wiederum verputzt. Eckbetonung durch dreiachsigen polygonalen Erker, der über dem Erdgeschoss ansetzt und über der Traufe flach endet. Auflockerungen der Fassade durch zweigeschossigen Seitenerker auf kräftigen Konsolen und mit rechteckigem Grundriss, äußere Achse der anderen Hausseite mit großem Eingang, in diesem Bereich größere Fensteranordnung und auf das dritte Obergeschoss heruntergezogener Dachbereich. | 09247202 |
|                | Mietshaus in geschlossener Bebauung                                                                                                  | Rückertstraße 32 (Karte)                               | 1904                | Errichtet durch den Eigentümer Albert Schramm; zeittypischer historisierender Spekulationsbau der Stadterweiterung, von baugeschichtlicher Bedeutung. Dreigeschossiger und fünfachsiger gelber Klinkerbau, Erdgeschoss mit Segmentbogenöffnungen, diese in den anderen Geschossen mit geradem Sturz. Betonung der Mittelachse durch Eingang mit großem querovalen Oberlicht, darüber ansetzend zweigeschossiger flacher geputzter Erker mit Kuppelfenstern und Schmuckmedaillons, darüber im Dachbereich (und in den Traufbereich hineinragend) rundbogiges Putz-Zwerchhaus mit bekrönendem Aufsatz. Flankierend zwei kleine Schleppgaupen. | 09247203 |
|                | Rückert-Schule mit Hausmeisterwohnung und Turnhalle                                                                                  | Rückertstraße 33 (Karte)                               | Um 1905             | Von baugeschichtlicher und stadtgeschichtlicher Bedeutung. Auf Natursteinsockel viergeschossiger Putzbau auf „Doppel-T“-Grundriss. Zur Rückertstraße traufständiges Kopfgebäude mit zweiachsigem tiefen und turmbekrönten Mittelrisalit, darüber im Walmdach dominanter Dachreiter. Im Erdgeschoss dort vorgezogenes Eingangshäuschen mit Schweifgiebel und Putzreliefs (v. a. Kinder). Rechts und links je drei Achsen großer Fenster mit sechsteiliger Sprossung. Senkrecht hinten anschließender, vielachsiger und nur sparsam durch Lisenen gegliederter Verbindungsbau entlang der Gunoldstraße zum ebenfalls traufständigen und durch Walmdach gekennzeichneten, zur Langen Straße gewandtem Baukörper, dort Seiteneingang mit weiteren Reliefs. Auf der Rückseite der Anlage frei stehendes Hausmeistergebäude, eingeschossig, mit Mansardwalmdach und rundem Ecktürmchen. | 09247225 |
|                | Mietshaus in geschlossener Bebauung                                                                                                  | Rückertstraße 36 (Karte)                               | Um 1900             | Schlichter zeittypischer Historismusbau von baugeschichtlicher Relevanz. Dreigeschossiger fünfachsiger roter Klinkerbau auf Putzsockel, Gusssteinrahmungen der Öffnungen. Das Erdgeschoss mit mittigem Eingang (zweiflügelige hölzerne Füllungstür), dieser und die Fenster mit Korbbögen und Schlusssteinen, darüber Gurtgesims. Die Fenster der Obergeschosse mit geradem Sturz und sparsamen ornamentalen Putz-Stuck-Bekrönungen. Breites Putz-Traufgesims. Die zwei linken Achsen überhöht durch markantes Zwerchhaus mit Segmentbogenabschluss, daneben drei kleine Gaupen. | 09247204 |
|                | Mietshaus in Ecklage in geschlossener Bebauung                                                                                       | Rückertstraße 37 (Karte)                               | 1903                | Entworfen vom Bauunternehmer Albert Schramm für sich selbst; mit Laden. Historisierender Spekulationsbau der Stadterweiterung, bildprägend und von baugeschichtlicher Bedeutung. Dreigeschossiger gelber Klinkerbau. Eckbetonung durch schräg gestellte Achse, diese überhöht durch Türmchen und gerahmt durch ornamentierte Putzlisenen, die beiden flankierenden Achsen ebenfalls durch Zwerchhäuser überhöht. Erdgeschoss mit Laden über Eck, Hauseingang seitlich, Öffnungen bogig, über Erdgeschoss markantes Gurtgesims. Die Seitenwände der Obergeschosse mit geradsturzigen Fenstern ebenfalls durch schmalere Putzlisenen gegliedert. Markante Satteldachgaupen. Die Ladenzone etwas verändert. | 09247201 |
|                | Mietshaus in geschlossener Bebauung                                                                                                  | Rückertstraße 38 (Karte)                               | 1903                | Entworfen und errichtet von Wolfram Otto; mit Laden, historisierende Straßenzeile der Stadterweiterung, baugeschichtliche Bedeutung. Dreigeschossiger und sechsachsiger Putz-Klinker-Bau, das Erdgeschoss mit Putznutung hebt sich von der Nachbarbebauung durch von breiten Gurtbögen bekrönte Segment- und rundbogige Öffnungen ab. Die Obergeschosse mit roter Klinkerwand, jeweils zwei Achsen (rechts Kuppelfenster) durch verzierte Putzpilaster optisch zusammengefasst, linkes Joch durch Dachaufbau mit rundbogigen Öffnungen überhöht. Die Obergeschoss-Fenster mit Putz-Stuck-Elementen verdacht, welche im ersten Obergeschoss über zwei Achsen gehen. Erdgeschoss-Öffnungen reduziert durch Kunststofftüren. | 09247205 |
|                | Mietshaus in halboffener Bebauung | Scheffelstraße 6 (Karte)                               | Bezeichnet mit 1902 | Entworfen von Otto Geßner für Hermann Helbig; Teil eines Doppelwohnhauses der Ortserweiterung, von baugeschichtlicher Bedeutung. Dreigeschossiger Putz-Klinker-Bau, villenartiger eleganter Charakter durch ruhige Linienführung. Erdgeschoss Putznutung, darüber kräftiges Gurtgesims. Beide Obergeschosse weiß-gelber Klinker, Kunststeinfenstergewände mit waagerechter Verdachung, sparsame Putzornamentik. Eckbetonung durch turmartigen Eckaufbau (hier bezeichnet mit 1902) mit geschwungener Haube, Mansarddach mit kleinen stehenden Gaupen. Innen Jugendstil-Wohnungstüren, in den Wohnzimmern Stuckdecken mit Blumendekoration, Treppenhaus teilweise mit Kacheln aus der Erbauungszeit. | 09247859 |
|                | Mietshaus in geschlossener Bebauung                                                                                                  | Seumestraße 55 (Karte)                                 | 1902                | Von Baumgärtel & Müller; historisierender Putzbau der Stadterweiterung, baugeschichtliche Bedeutung. Beherbergte zwischendurch Kohlen- sowie Lebensmittelhandlung. Viergeschossig plus ausgebautes Dachgeschoss, fünf Achsen Rechteckfenster, Haustür mittig angeordnet, Gliederung der Fassade durch verzierte, waagerecht unterbrochene Kolossalpilaster, jugendstilige Putz-Stuck-Zierformen wie Fruchtkörbe, Girlanden und Köpfe. Balkons später angefügt, möglicherweise auch Fassade vereinfacht. | 09247469 |
|                | Fassade eines Mietshauses | Voßstraße 14 (Karte)                                   | 1903                | Pittoreske historistische Fassade von baugeschichtlicher Relevanz. Putz-Klinker-Fassade in für Plauen relativ seltener Gestaltungsweise, viergeschossiges und fünfachsiges Gebäude durch Klinkerpilaster gegliedert, roter Klinker mit Blumendekor aus gelbem Klinker. Reliefierte Fensterbrüstungen mit Wappendarstellungen, floralen Motiven usw. Durch diese Brüstungen werden die übereinander angeordneten Fenster vertikal zusammengefasst, zwischen Erdgeschoss und erstem Obergeschoss verkröpftes Gesims, Kranzgesims profiliert, fünf Gauben mit flachgeneigten Satteldächern, Mansarddach, Sockel verändert durch Glattputz, Hauseingang im Sockelgeschoss mit waagerechtem Gebälk. | 09247187 |
|                | Villa sowie Baumreihe entlang der Einfriedung aus Kugelahorn und Einfriedung straßenseitig                                           | Thüringer Straße 9 (Karte)                             | 1927                | Architektonisch anspruchsvoll gestalteter Bau u. a. von baugeschichtlicher Bedeutung. Ein- bis zweigeschossiger, ockerfarbener Putzbau auf unregelmäßigem Grundriss, Einflüsse des Heimatstils und des Landhausstils, dominantes Walmdach des zweigeschossigen Teils schneidet in geschwungenes Satteldach (alles Biberschwanz-Kronendeckung) des eingeschossigen. Die spezielle Ästhetik wird weiterhin durch Elemente wie kleinteilige Fenstersprossung (Fenster teilweise eingefasst durch Säulchen), Lamellen-Schlagläden und markante stehende Gaupen erreicht. Schöne Vergitterungen im Erdgeschoss, Eingangsbereich aufwändig, Treppenhaus mit Bleiglasfenstern. Einfriedung: Holzzaun, Pfeiler mit Schieferverkleidung. | 09246730 |
|                | Villa mit Garten | Wartburgstraße 10 (Karte)                              | Um 1925             | Zeittypischer Putzbau von baugeschichtlichem Wert. - Villa: annähernd quadratischer Grundriss, zweigeschossiger Putzbau, 4 × 4 Achsen, Zeltdach mit Ochsenaugengaube, beide Stockwerke mit regelmäßig angeordneten Rechteckfenstern mit Fensterläden, vor dem Erdgeschoss an der Gartenseite Blendarkade mit Vorlagepfeilern und Gebälk, an den Dachunterseiten kräftig ausgebildete Hängeplatten, Biberschwanzdoppeldeckung - Garten: vermutlich Altbaumbestand und teilweise Büsche aus der Anlagezeit des Gartens erhalten | 09301721 |
|                | Wohnhaus in offener Bebauung | Wartburgstraße 11 (Karte)                              | 1928                | Holzhaus, 1929 durch die Firma Enno Zimmermann G.m.b.H. im Auftrag von Oberregierungssekretär Klemenz Frenzel erbaut. Eingeschossiges Holzhaus mit Ständerkern, Vorbauten, vorkragendem Dachgeschoss, Loggien, abgeschlossen durch ein steiles Satteldach mit gut proportionierten Gauben mit Walmdächern auf beiden Dachflächen. Wie bei seinen anderen Holzhäusern, sind die Wände im Erdgeschoss mit waagerechten Schwarten verkleidet und im Dachgeschoss senkrecht verbrettert. Der Wandaufbau wurde bei diesem Haus jedoch gegenüber dem der vorher produzierten Holzhäuser Enno Zimmermanns verändert. Das Holzgrundgerüst wurde außen mit 40 mm starken Holzschwarten verkleidet, es folgen eine Lage Asphaltpappe, eine Luftschicht von 15 mm, dann eine 70 mm starke Ziegelmauer mit Mörtelfugen, anschließend eine weitere Luftschicht von 15 mm. Die Verkleidung innen erfolgt durch 18 mm starke Rauhspundbretter mit Nutung, welche zur Wand mit Isolierpappen versehen wurden. Es folgt innen eine hinterlüftete Wandverkleidung aus Holz. Dieses Einfamilienwohnhaus ähnelt in seiner Gestaltung den früher gebauten Holzhäusern Enno Zimmermanns. Es ist davon auszugehen, dass er seine Entwürfe variierte und möglicherweise die einzelnen Bauteile typisierte. Stilistisch beeinflusst sind diese Holzhäuser durch den Heimatstil. Eine wichtige Inspirationsquelle für Gestaltung und Konstruktion seiner Häuser bildeten sicherlich die Holzhäuser der Firma Christoph & Unmack aus Niesky sowie der Deutschen Werkstätten in Dresden-Hellerau. In Plauen entstanden in den 1920er und beginnenden 1930er Jahren keine anderen Holzeinfamilienhäuser, so dass der Denkmalwert sich auch aus der Singularität der Zimmermannschen Holzhäuser in Plauen ergibt. Die architektonische Qualität des Hauses begründet die künstlerische Bedeutung und die besondere Bauweise die baugeschichtliche Bedeutung dieses Einfamilienwohnhauses. | 09246733 |
|                | Villa mit Einfriedung | Wartburgstraße 16 (Karte)                              | 1923                | Entworfen 1923 vom Kaufhausarchitekten Emil Rösler für Richard Klühs; durch Expressivität recht exemplarischer, auch durch den Heimatstil geprägter Putzbau von baugeschichtlicher Bedeutung. Eingeschossig mit Dachausbau, spitzes, überstehendes und vorkragendes Satteldach mit großen Ausbauten. Treppenhausausbau (mit großem Fenster) als Dachhaus mit Walm, darunter mit Holzloggia überdachte Eingangszone. Vor allem auf der Giebelseite Gestaltung durch Fensterläden mit Lamellen, gut proportionierte Fensteranordnung, vom Art Déco beeinflusste Putz-Stuck-Zierelemente, Balkon, breit verschalter Ortgang, an Traufseite Stuckverzierungen. | 09246729 |

## Ehemalige Denkmale
| Bild | Bezeichnung                                    | Lage                       | Datierung | Beschreibung                              | ID |
| ---- | ---------------------------------------------- | -------------------------- | --------- | ----------------------------------------- | -- |
|      | Dreiseithof                                    | Althaselbrunn 15 (Karte)   |           | Nach 2009 von der Denkmalliste gestrichen |    |
|      | Wohnhaus in halboffener Bebauung und Ecklage   | Herderstraße 2 (Karte)     |           | Nach 2009 von der Denkmalliste gestrichen |    |
|      | Wohnhaus in geschlossener Bebauung             | Lange Straße 53 (Karte)    |           | Nach 2009 von der Denkmalliste gestrichen |    |
|      | Wohnhaus in halboffener Bebauung               | Lange Straße 55 (Karte)    |           | Nach 2009 von der Denkmalliste gestrichen |    |
|      | Wohnhaus in geschlossener Bebauung und Ecklage | Parkstraße 2 (Karte)       |           | Nach 2009 von der Denkmalliste gestrichen |    |
|      | Wohnhaus in geschlossener Bebauung             | Parkstraße 4 (Karte)       |           | Nach 2009 von der Denkmalliste gestrichen |    |
|      | Wohnhaus in halboffener Bebauung               | Pausaer Straße 82 (Karte)  |           | 2014 abgerissen                           |    |
|      | Wohnhaus in geschlossener Bebauung             | Pausaer Straße 101 (Karte) |           | Nach 2009 von der Denkmalliste gestrichen |    |
|      | Wohnhaus in geschlossener Bebauung             | Pausaer Straße 103 (Karte) |           | Nach 2009 von der Denkmalliste gestrichen |    |
|      | Wohnhaus in geschlossener Bebauung             | Pausaer Straße 105 (Karte) |           | Nach 2009 von der Denkmalliste gestrichen |    |
|      | Wohnhaus in geschlossener Bebauung             | Pausaer Straße 107 (Karte) |           | Nach 2009 von der Denkmalliste gestrichen |    |
|      | Wohnhaus in geschlossener Bebauung             | Pausaer Straße 109 (Karte) |           | Nach 2009 von der Denkmalliste gestrichen |    |
|      | Wohnhaus in geschlossener Bebauung             | Pausaer Straße 111 (Karte) |           | Nach 2009 von der Denkmalliste gestrichen |    |
|      | Wohnhaus in halboffener Bebauung               | Pausaer Straße 113 (Karte) |           | Nach 2009 von der Denkmalliste gestrichen |    |
|      | Wohnhaus in geschlossener Bebauung             | Rückertstraße 39 (Karte)   |           | Nach 2009 von der Denkmalliste gestrichen |    |
|      | Wohnhaus in geschlossener Bebauung             | Rückertstraße 41 (Karte)   |           | Nach 2009 von der Denkmalliste gestrichen |    |
|      | Wohnhaus in geschlossener Bebauung             | Rückertstraße 43 (Karte)   |           | Nach 2009 von der Denkmalliste gestrichen |    |
|      | Wohnhaus in halboffener Bebauung und Ecklage   | Scheffelstraße 8 (Karte)   |           | Nach 2009 von der Denkmalliste gestrichen |    |

## Tabellenlegende
- Bild: Bild des Kulturdenkmals, ggf. zusätzlich mit einem Link zu weiteren Fotos des Kulturdenkmals im Medienarchiv Wikimedia Commons. Wenn man auf das Kamerasymbol klickt, können Fotos zu Kulturdenkmalen aus dieser Liste hochgeladen werden:
- Bezeichnung: Denkmalgeschützte Objekte und ggf. Bauwerksname des Kulturdenkmals
- Lage: Straßenname und Hausnummer oder Flurstücknummer des Kulturdenkmals. Die Grundsortierung der Liste erfolgt nach dieser Adresse. Der Link (Karte) führt zu verschiedenen Kartendiensten mit der Position des Kulturdenkmals. Fehlt dieser Link, wurden die Koordinaten noch nicht eingetragen. Sind diese bekannt, können sie über ein Tool mit einer Kartenansicht einfach nachgetragen werden. In dieser Kartenansicht sind Kulturdenkmale ohne Koordinaten mit einem roten bzw. orangen Marker dargestellt und können durch Verschieben auf die richtige Position in der Karte mit Koordinaten versehen werden. Kulturdenkmale ohne Bild sind an einem blauen bzw. roten Marker erkennbar.
- Datierung: Baubeginn, Fertigstellung, Datum der Erstnennung oder grobe zeitliche Einordnung entsprechend des Eintrags in der sächsischen Denkmaldatenbank
- Beschreibung: Kurzcharakteristik des Kulturdenkmals entsprechend des Eintrags in der sächsischen Denkmaldatenbank, ggf. ergänzt durch die dort nur selten veröffentlichten Erfassungstexte oder zusätzliche Informationen
- ID: Vom Landesamt für Denkmalpflege Sachsen vergebene, das Kulturdenkmal eindeutig identifizierende Objekt-Nummer. Der Link führt zum PDF-Denkmaldokument des Landesamtes für Denkmalpflege Sachsen. Bei ehemaligen Kulturdenkmalen können die Objektnummern unbekannt sein und deshalb fehlen bzw. die Links von aus der Datenbank entfernten Objektnummern ins Leere führen. Ein ggf. vorhandenes Icon  führt zu den Angaben des Kulturdenkmals bei Wikidata.